# Schloss Waldau (Bern)
Das Schloss Waldau ist ein Schloss im gebräuchlichen Quartier Waldau in der Gemeinde Bern im Kanton Bern, Schweiz. Das Schloss ist als schützenswertes Objekt von nationaler Bedeutung im Bauinventar des Kantons Bern unter KGS-Nr.: 00663 verzeichnet.

## Geschichte

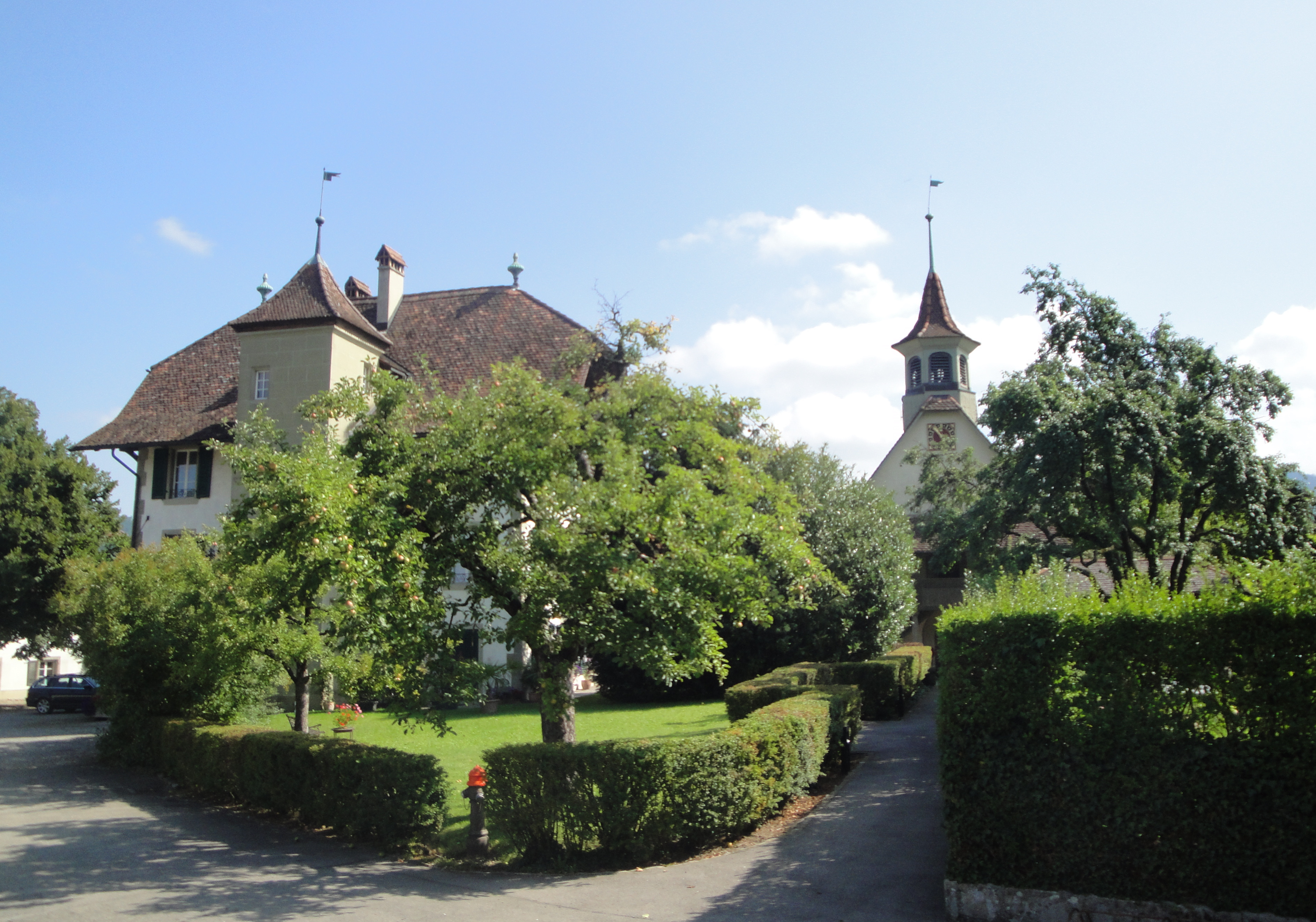
Waldau Schlössli und Kapelle

Als 1491 das seit 1283 bestehende Siechenhaus vom Aarehang beim Aargauerstalden an den Stadtrand ins Breitfeld, im Kirchspiel Bolligen verlegt wurde, war 1501 zuerst auch die Kapelle gebaut. Für den Siechenmeister, dem Leiter der Krankenhäuser, wurde 1598–1599 ein eigenes Haus gebaut. Der Bau war an die Berner Werkmeister Peter und Hans Zur Matten vergabt, sie waren Prismeller, wie die meisten Berner Steinhauer und Bauleute dieser Zeit, Walser die aus der Grafschaft «Brysmäl» im Piemont kamen. Bauherren waren Herr Jakob Vogt, Venner und Obervogt des Rats zu Bern und Herr Durs Lienhart, der Burger Siechenmeister. Das ist auf einer Steintafel eingemeisselt, die an der Hauswand beim Eingang festgemacht ist. Darunter sind noch die Jahrzahlen der Renovationen 1758 und 1894 aufgemalt. Das Schloss ist das älteste erhaltene Bauwerk der ganzen Baugruppe. Bis 1966 diente das Schlösschen als Wohnung des Waldaupfarrers aus der Kirchgemeinde Bolligen. Danach wurde die Waldau der Kirchgemeinde Nydegg zugeteilt.

## Gebäude
Das auch «Siechenschlössli» genannte Gebäude besitzt einen spätgotischen rechteckigen Treppenturm an der Westseite, der als der älteste in der Berner Umgebung gilt. Der dreistöckige Putzbau mit verzahnten Eckquadern ist mit einem Krüppelwalmdach überdeckt. Eine Besonderheit unter den Bernischen Landsitzen ist die Verwendung der Lauben im ländlichen Umfeld, die ähnlich den städtischen mit Arkadenbögen und Strebepfeilern gebaut sind. Deren Kreuzrippengewölbe im Innern ist mit Pollenfriesen und Arabesken bemalt. Im Gegensatz zum unverputzt original erhalten Viereckturm, mit seinen spätgotisch profilierten Fenstern und dem Pyramidendach, haben die drei unverbauten Fassaden die mit der Renovierung von 1758 entstandene Fenstergliederung. An der Gartenseite ist ein jüngerer Anbau mit Pultdach angefügt, der die ursprüngliche Fassade verdeckt. Die Wetterfahne auf dem Treppenturm ist aus der ersten Bauzeit. 1758 wurden die eisernen Türbeschläge am Hauptportal eingebaut, sowie beiden Ziervasen am Dachfirst aufgesetzt. Der neuzeitliche Balkon links neben dem Turm stört das Gesamtbild.

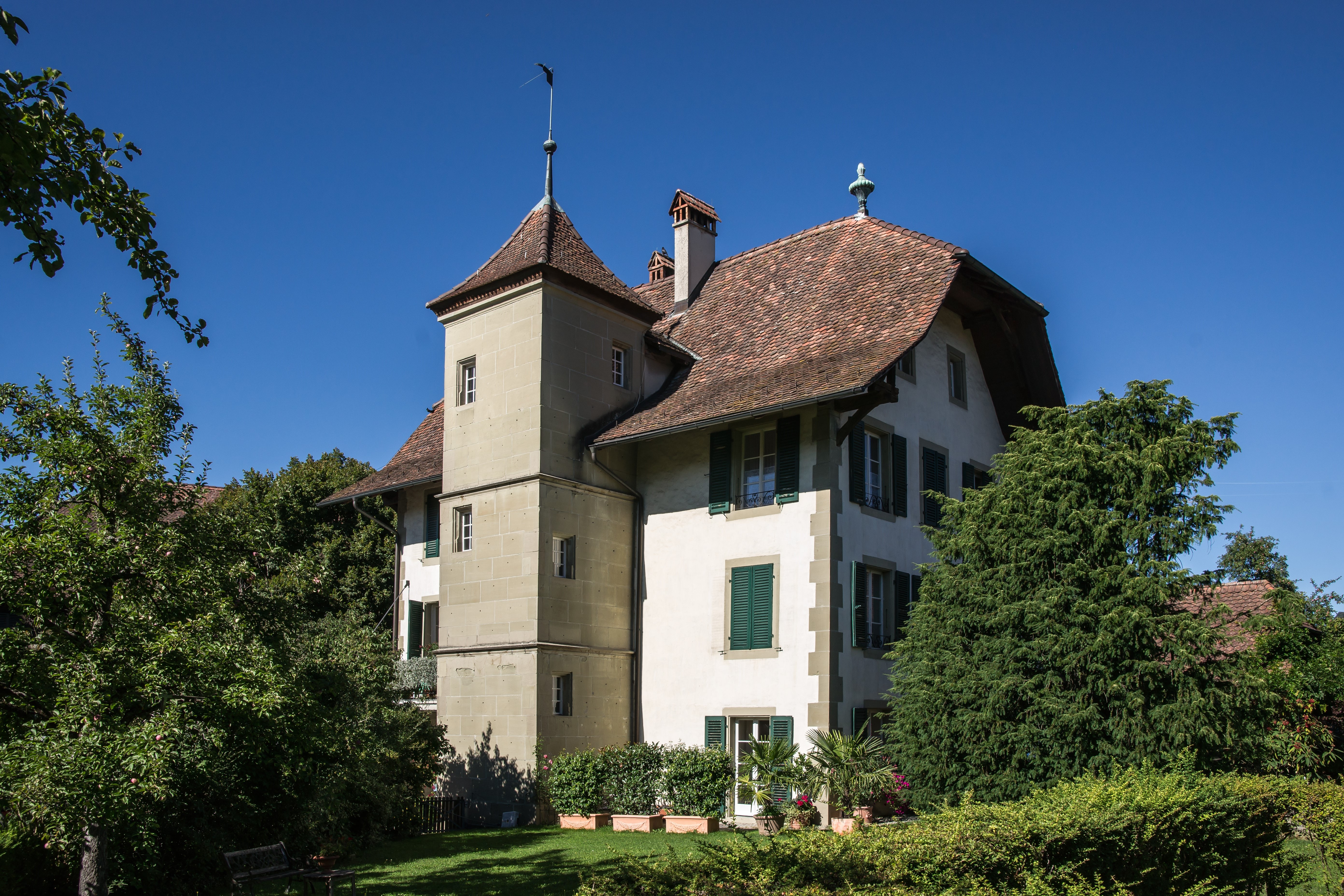
Schlössli mit Treppenturm
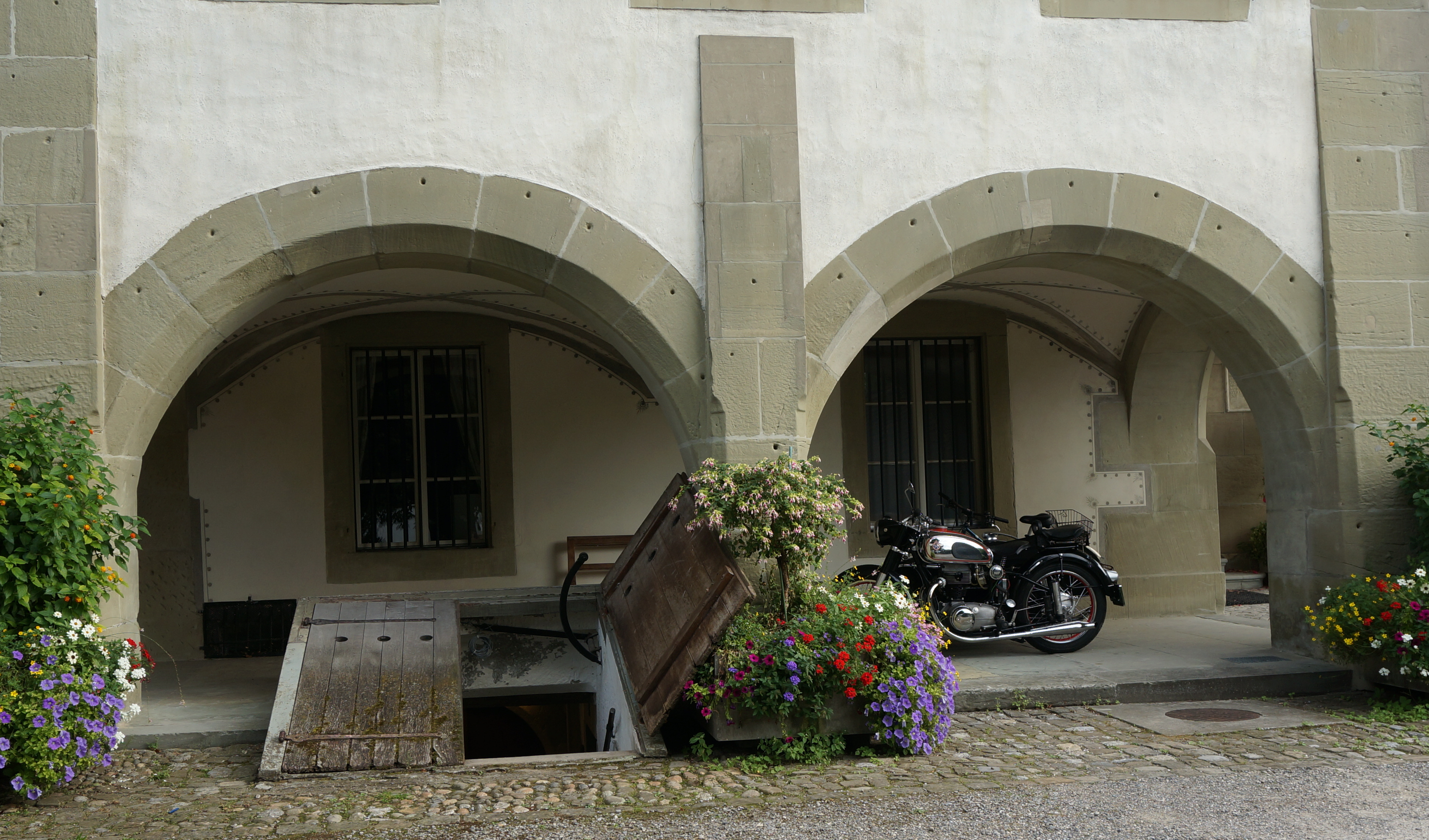
Laubendetail
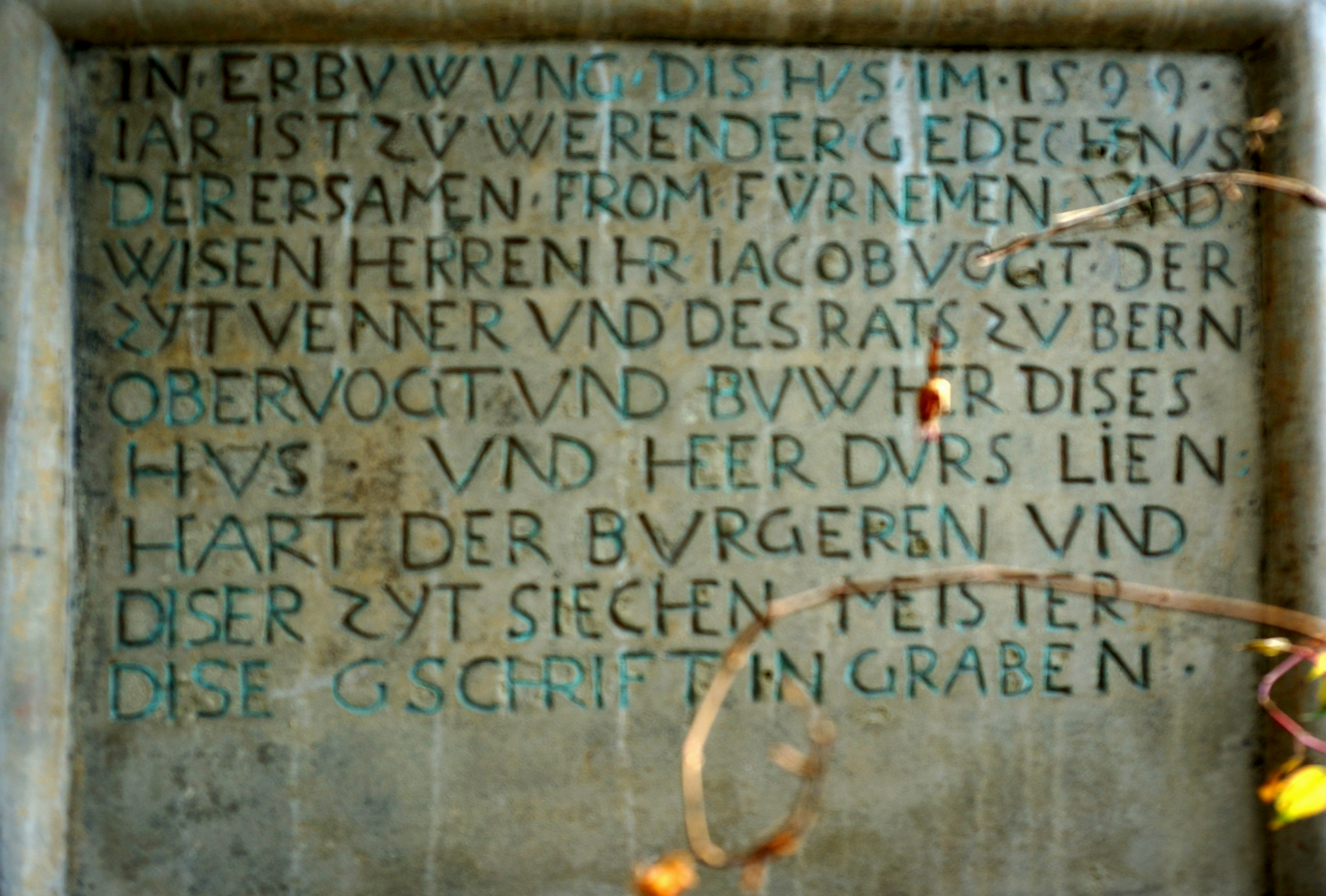
Steintafel mit Gründungsdaten